# Eupithecia famularia
Eupitecia famularia es una especie de polilla de la familia Geometridae. La especie fue descrita por primera vez por Peter Maassen en 1890 con distribución en Ecuador. El holotipo de la especie fue descrita en las faldas del volcán Antisana, a aproximadamente 4000 metros (13 123,4 pies) de altitud.

## Descripción
Es una polilla pequeña con una envergadura de 21 milímetros (0,8 plg) y longitud del cuerpo de 15 milímetros (0,6 plg). La cabeza y tórax son marrones y el abdomen es gris. Las alas anteriores son de color gris claro cubiertas de muchas líneas onduladas de color marrón que van desde el borde frontal hasta el borde interior. A lo largo de las líneas cuenta con una secuencia de manchas oscuras. El más grande de estos puntos está en el borde delantero y se extiende desde el centro del ala casi hasta la punta y hacia atrás hasta la mitad del ala. Un punto más pequeño se encuentra delante del centro del borde frontal y varios aún más pequeños en la esquina interior del ala. Cuenta con tres franjas horizontales blancas dobles que recorren las alas, una no lejos de la raíz, la segunda por el medio del ala y la tercera delante de la punta. La mitad interior de la franja central se ensancha ligeramente en la celda central y encierra un punto de color marrón oscuro. Debajo de este punto comienza una amplia franja longitudinal blanca que se extiende hasta el centro del borde exterior. Los flecos son marrones y finamente manchados de blanco entre las costillas.: Notas 1 